# Ekeby (naturreservat)
Ekeby är ett naturreservat i Gnesta kommun  i Södermanlands län.
Området är naturskyddat sedan 2011 och är 98 hektar stort. Reservatet består av granskog med grova och döda träd samt hällmark med gles tallskog.